# Béni Khiar (délégation)
Béni Khiar est une délégation tunisienne dépendant du gouvernorat de Nabeul.
| Hommes | Classe d’âge | Femmes |
| ------ | ------------ | ------ |
| 791    | 75 ou +      | 989    |
| 3 061  | 60-74 ans    | 2 938  |
| 4 804  | 45-59 ans    | 4 762  |
| 5 003  | 30-44 ans    | 5 351  |
| 4 932  | 15-29 ans    | 4 621  |
| 5 317  | 0-14 ans     | 4 952  |